# Oplodontha africanum
Oplodontha africanum är en tvåvingeart som beskrevs av Günther Enderlein 1917. Oplodontha africanum ingår i släktet Oplodontha och familjen vapenflugor.
Artens utbredningsområde är Tanzania. Inga underarter finns listade i Catalogue of Life.